# The Document Foundation

The Document Foundation (pe scurt T.D.F.) este un grup format la 28 septembrie 2010, prin separarea dezvoltatorilor de la OpenOffice.org, aparținând firmei Oracle, pentru a crea propria suită (colecție de aplicații) de birou, denumită LibreOffice, ca succesor al OpenOffice.org Novell Edition  . La 1 februarie 2012 grupul s-a înregistrat la Berlin ca fundație..
Scopul acestei separări a fost eliberarea suitei de birou de influența unei singure companii și de a permite o dezvoltare mai agilă, cu noutăți și noi funcționalități la fiecare versiune nouă, aceasta pentru că pachetul gratuit OpenOffice.org, deținut de Oracle, era folosit ca platformă pentru dezvoltarea codului pentru pachetul de software proprietar StarOffice. Unul dintre motivele pentru care dezvoltatorii erau reticenți să continue să lucreze la proiectul OpenOffice.org era obligația acestora de a ceda toate drepturile către compania Sun, apoi Oracle, altfel modificările acestora nu erau acceptate. Noua fundație respectă modelul de dezvoltarea bazat pe comunitate și proprietate comună a programelor libere și speră să încurajeze mai mulți dezvoltatori să participe.
T.D.F. a intenționat inițial să folosească numele OpenOffice.org, dar din păcate Oracle, care preluase proiectul și, implicit, denumirea, prin achiziționarea companiei Sun Microsystems, a refuzat invitația de a adera la T.D.F. și, în același timp, a refuzat să cedeze numele de OpenOffice.org.
Noua grupare de tip open source este susținută de multe companii cum ar fi Google, Canonical Ltd., Free Software Foundation, Open Source Initiative, Novell, Red Hat și multe altele.
Echipa care dezvolta o altă variantă derivată din Open Office, denumită Go-oo, a anunțat că a încetat dezvoltarea variantei lor și că vor pune la dispoziție echipei de la The Document Foundation toate îmbunătățirile realizate de ei, fuzionând cu ei.
Comunitatea LibreOffice este în căutarea unor tehnoredactori și traducători cu experiență pentru a dezvolta conținutul din paginile sale web, inclusiv în limba română.